# Agatino Romero

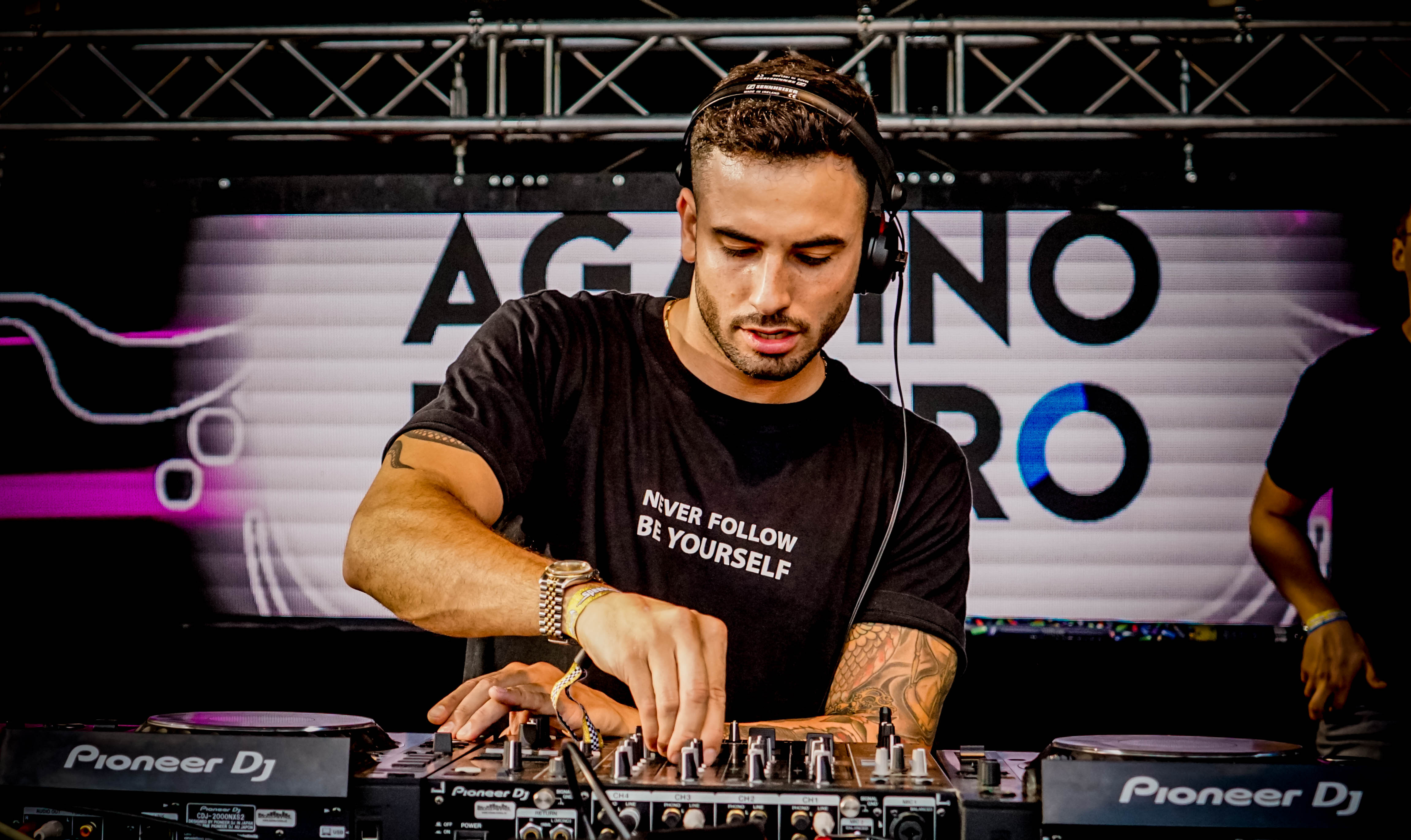
DJ Agatino Romero legt auf beim Speedway Music Festival 2019

Agatino Romero (* 27. November 1991 als Agatino Testa in Hamburg) ist ein deutscher DJ und Musikproduzent mit italienischen Wurzeln.

## Laufbahn

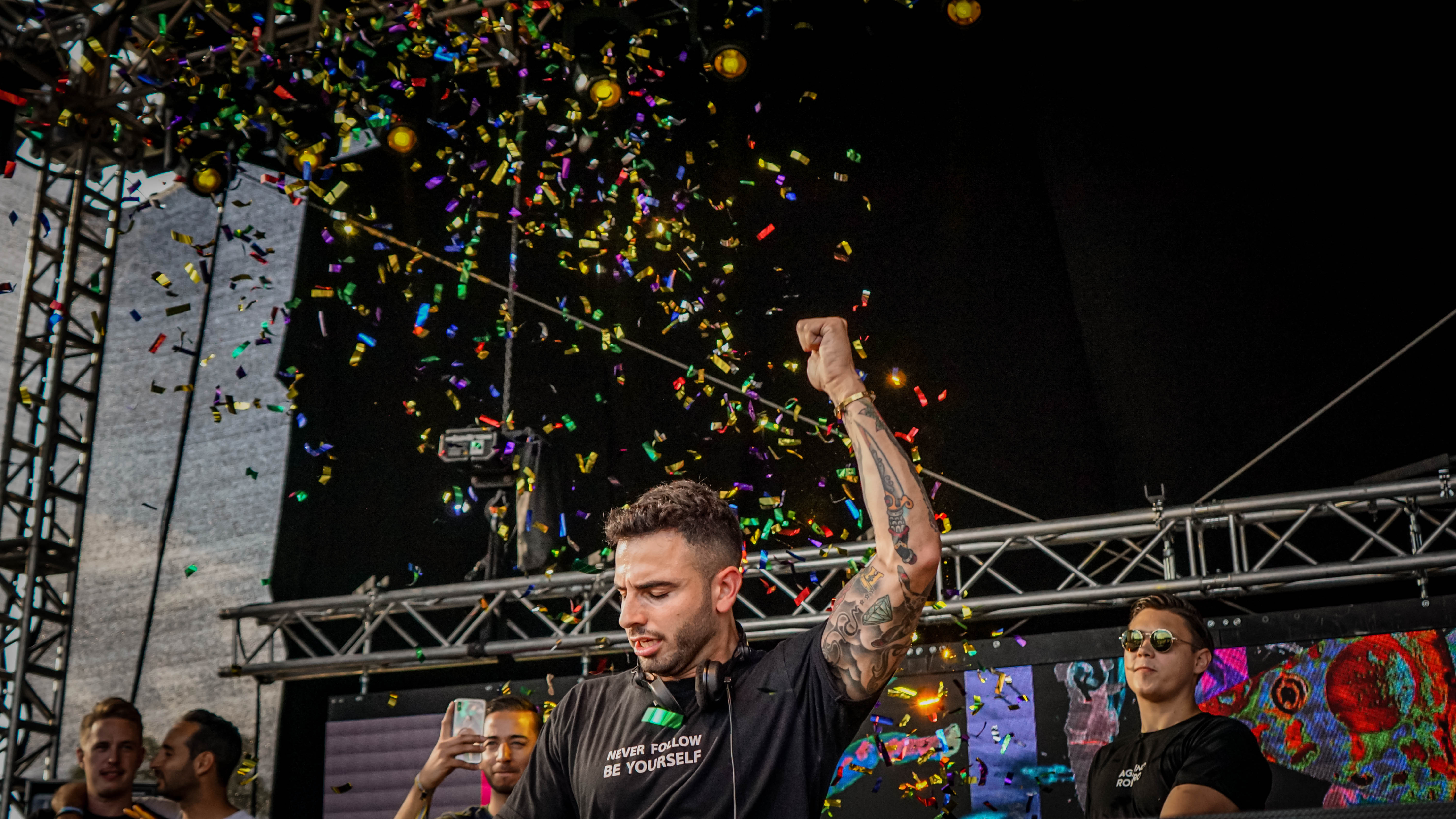
Agatino Romero beim Speedway Music Festival 2019

Mit dem Auflegen begann Romero schon als Teenager. Als Kind und Jugendlicher spielte er mit Begeisterung Fußball und war auf dem Weg zum Fußballprofi mit Stationen als Jung-Profi beim HSV und dem italienischen Club Calcio Catania. Diese Laufbahn wurde jedoch wegen einer Verletzung unterbrochen. Seitdem verschreibt er sich mit Ehrgeiz der Musik.
Als DJ legt Romero besonders in der Hamburger Clubszene aber auch deutschlandweit und immer stärker auf Festivals und Unternehmensveranstaltungen auf.

## Musik
Romeros Markenzeichen sind stark kombinierte und gemixte Dance-Songs und House-Musik, die er mit einem Team aus Produzenten erarbeitet. Die meisten seiner Singles hat er mit dem Sänger Conrow aufgenommen. Sein 2017 erschienener Song „Ain’t No Sunshine“ erreichte in den Spotify Viral Charts den 15. Platz. Seit Bestehen des Speedway Music Festival ist er Teil des Line-Ups.
Größere Bekanntheit erlangte er mit einem Remix seines Titels „I’m Feeling For You“ des Produzenten Calvo. Im März 2019 wurde seine Musik auch ins Radioprogramm Sputnik des MDR aufgenommen. Romero hat zahlreiche Titel, Coverversionen namhafter Titel und Remixe bei den Musiklabels FeedMeMusic bzw. FeedMeRecords veröffentlicht, teilweise auch bei RedGreenYellow und Soave Records. 
Durch seine kreative Zusammenarbeit mit dem Berliner DJ Jaxomy machte sich Romero 2024 auch international einen Namen. Gemeinsam produzierten sie das Stück „Pedro“, eine moderne Techno- und Trance-Edit-Version des italienischen 1980er-Klassikers von Raffaella Carrà. Diese Neuinterpretation erlangte schnell große Popularität, insbesondere auf Plattformen wie TikTok und Instagram, wo sie viral ging. Der Erfolg von „Pedro“ unterstreicht Romeros Fähigkeit, traditionelle Musikstile geschickt mit zeitgenössischen Elementen zu verschmelzen und dabei ein breites Publikum anzusprechen.

## Privates
Romero lebt und arbeitet in Hamburg. Romeros Familie stammt aus Catania, Sizilien.

## Diskografie
Singles und EPs
- 2017: You’ve Got me Loving You (feat. Conrow) (Feed Me Records)
- 2017: Ain’t No Sunshine (feat. Jette) (RedGreenYellow)
- 2017: Ain’t No Sunshine (feat. Jette) [DAZZ Remix] (RedGreenYellow)
- 2017: I Won’t Stop Loving You (feat. Conrow) (Feed Me Records)
- 2017: I Won’t Stop Loving You (feat. Conrow) [Acoustic Version] (Feed Me Records)
- 2017: I Won’t Stop Loving You (feat. Conrow) [Club Remix] (Feed Me Records)
- 2018: All I Wanna Do (feat. Duncan Townsend) - Single (Feed Me Records)
- 2018: All I Wanna Do (feat. Duncan Townsend) [Mark Bale Remix] (Feed Me Records)
- 2018: I’m Feeling For You (feat. Conrow) (Feed Me Records)
- 2018: I Won't Stop Loving You (feat. Conrow) [Magilo Remix] (Feed Me Records)
- 2018: Hold You (feat. Anastasia van Lent) (Feed Me Records)
- 2018: Don’t Go Givin Up (feat. J. Rand) (Feed Me Music)
- 2019: Catania (feat. Conrow) (Soave Records)
- 2024: Pedro (mit Jaxomy & Raffaella Carrá)

## Auszeichnungen für Musikverkäufe
| Goldene Schallplatte - Dänemark - 2024: für die Single Pedro - Italien - 2024: für die Single Pedro - Kanada - 2024: für die Single Pedro - Portugal - 2024: für die Single Pedro | Platin-Schallplatte - Belgien - 2024: für die Single Pedro - Norwegen - 2025: für die Single Pedro - Spanien - 2024: für die Single Pedro 4× Platin-Schallplatte - Polen - 2024: für die Single Pedro 5× Platin-Schallplatte - Ungarn - 2025: für die Single Pedro |

Anmerkung: Auszeichnungen in Ländern aus den Charttabellen bzw. Chartboxen sind in ebendiesen zu finden.
| Land/RegionAuszeichnungen für Musikverkäufe (Land/Region, Auszeichnungen, Verkäufe, Quellen) | Gold     | Platin       | Verkäufe | Quellen             |
| -------------------------------------------------------------------------------------------- | -------- | ------------ | -------- | ------------------- |
| Belgien (BRMA)                                                                               | —        | Platin1      | 40.000   | ultratop.be         |
| Dänemark (IFPI)                                                                              | Gold1    | —            | 45.000   | ifpi.dk             |
| Deutschland (BVMI)                                                                           | Gold1    | —            | 300.000  | musikindustrie.de   |
| Italien (FIMI)                                                                               | Gold1    | —            | 50.000   | fimi.it             |
| Kanada (MC)                                                                                  | Gold1    | —            | 40.000   | musiccanada.com     |
| Norwegen (IFPI)                                                                              | —        | Platin1      | 60.000   | ifpi.no             |
| Österreich (IFPI)                                                                            | —        | Platin1      | 30.000   | ifpi.at             |
| Polen (ZPAV)                                                                                 | —        | 4× Platin4   | 200.000  | olis.pl             |
| Portugal (AFP)                                                                               | Gold1    | —            | 5.000    | Einzelnachweise     |
| Spanien (Promusicae)                                                                         | —        | Platin1      | 60.000   | elportaldemusica.es |
| Schweiz (IFPI)                                                                               | Gold1    | —            | 15.000   | hitparade.ch        |
| Ungarn (MAHASZ)                                                                              | —        | 5× Platin5   | 20.000   | slagerlistak.hu     |
| Insgesamt                                                                                    | 6× Gold6 | 13× Platin13 |          |                     |